# Spielhilfe
Spielhilfe bezeichnet Geräte und andere Hilfsmittel, auch Personen, mit denen das Spielen von Musik oder von Spielen unterstützt oder erleichtert wird.

## In der Musik
Spielhilfen sind insbesondere technische Vorrichtungen zur Klangänderung bei Orgeln.
Pfeifenorgeln

Bei Pfeifenorgeln können z. B. Register gekoppelt werden oder Schweller zur Lautstärkeregulierung eingesetzt werden.
Elektronische Tasteninstrumente

An elektronischen Tasteninstrumenten werden unter anderem die Klangfarbe und die Tonhöhe mit Hilfe von Reglern, Schiebern und Pedalen verändert.
Andere Bedeutungen

Im Musikalienhandel ist Spielhilfe eine Sammelbezeichnung für Musikzubehör aller Art, mit dem z. B. das Stimmen oder Spielen der Instrumente erleichtert wird oder der Klang verbessert wird. Eine Vielzahl elektronischer Geräte wird eingesetzt, um die von Gesang oder Musikinstrumenten erzeugten Klänge tontechnisch zu verändern.

## Im Spiele-Bereich
Beispiele aus Sportarten

Beim Billard werden Queueverlängerungen und Hilfsqueues wie „Kreuze“ oder „Brücken“ verwendet, um den Stoß in schwierigen Situationen auszuführen.
Beim Football kann teilweise bei der Ausführung eines Punts ein Kicking-Tee eingesetzt werden.
Rollenspiele

Bei Rollenspielen können Spielmodule verwendet werden, um die Randbedingungen des Spiels zu beschreiben.
Computerspiele

Bei Computerspielen kommen als Spielhilfen zum Einsatz:
- Hilfedateien zur Verwendung während des Spielens
- Zusätzliche Software, um das Spiel zu erleichtern oder zu verändern, dazu zählen:
  - Mods, von Dritten programmierte Veränderungen am Spielablauf
  - Cheats, nicht autorisierte Programmänderungen zur Vereinfachung des Ablaufs
  - Trainer zum Üben des Spiels. Diese cheat-ähnlichen Programme werden häufig vom Spielehersteller sanktioniert.

## Spielhelfer
Beim Roulette wird der Croupier auch als Spielhelfer bezeichnet.